# Walther Rathenau
Walther Rathenau, född den 29 september 1867 i Berlin, Preussen, död den 24 juni 1922 i ett attentat i Grunewald i Berlin, var en tysk industriman och liberal politiker för partiet DDP. Från februari 1922 till sin död var han Tysklands riksutrikesminister. Han var son till Emil Rathenau.

## Biografi
Rathenau var av tysk-judisk härkomst och studerade kemi och fysik i Berlin och Strasbourg samt maskinteknik i München och ledde 1893–1899 
ett elektrokemiskt industriföretag i Schweiz. År 1899 blev han medlem av styrelsen för företaget Allgemeine Elektricitäts-Gesellschaft (AEG), som grundats av hans far, och fick ansvaret för byggandet av centralstationer i Tyskland. År 1902 blev han även styrelsemedlem i banken Berliner Handels-Gesellschaft. 1907–1908 följde han med statssekreteraren Bernhard Dernburg på dennes resor genom de tyska kolonierna i Sydvästafrika och Östafrika. Vid första världskrigets utbrott 1914 organiserade Rathenau råvaruavdelningen i det tyska krigsministeriet och var chef för denna avdelning. Rathenau tag därefter över ledningen av storföretaget AEG efter faderns bortgång 1915. Hans verksamhet för att skaffa fram råvaror för krigsändamål var mycket framgångsrik och bidrog väsentligt till Tysklands militära motståndskraft under kriget, då landet utsattes för en framgångsrik marinblockad av ententen, framför allt Storbritannien. Efter tyska novemberrevolutionen 1918 anlitades Rathenau ofta av riksregeringen som rådgivare i ekonomiska frågor.

### Ministeruppdrag under Weimarrepubliken
Rathenau var från maj till oktober 1921 riksminister för återuppbyggandet i rikskansler Joseph Wirth ministär. Den 6–7 oktober 1921 kom han överens med den franske ministern Louis Loucheur det så kallade Wiesbadenavtalet om tyska skadeståndsbetalningar till Frankrike, till stor del genom varuleveranser. Även efter att han lämnat ministären anlitades Rathenau för viktiga förhandlingar med ententen i skadeståndsfrågan, bland annat i London i november 1921 och i Cannes januari 1922.
Rathenau utnämndes den 1 februari 1922 till Tysklands utrikesminister. Han var april–maj 1922 tysk representant vid Genuakonferensen där han hade en viktig roll i att Rapallofördraget med Sovjetunionen kom till och undertecknades i april. Detta innebar att de båda staterna upptog diplomatiska förbindelser med varandra.
Rathenau försökte därefter förverkliga ett genomtänkt utrikespolitiskt program, som gick ut på politiskt närmande till Storbritannien och USA, 
försiktigt ekonomiskt närmande till Sovjetunionen, en konsekvent och försiktig hållning i förhållandet till Frankrike samt att energiskt försöka hålla tillbaka de inhemska partipolitiska stridernas påverkan på utrikespolitiken. Innan han hunnit mer än att genomföra de första grundläggande  åtgärderna för att genomföra den nya utrikespolitiken föll han offer för den reaktionära, antisemitiska retoriken, som hörde ihop med dolkstötslegenden kring hur Tyskland förlorat första världskriget.

### Mordet

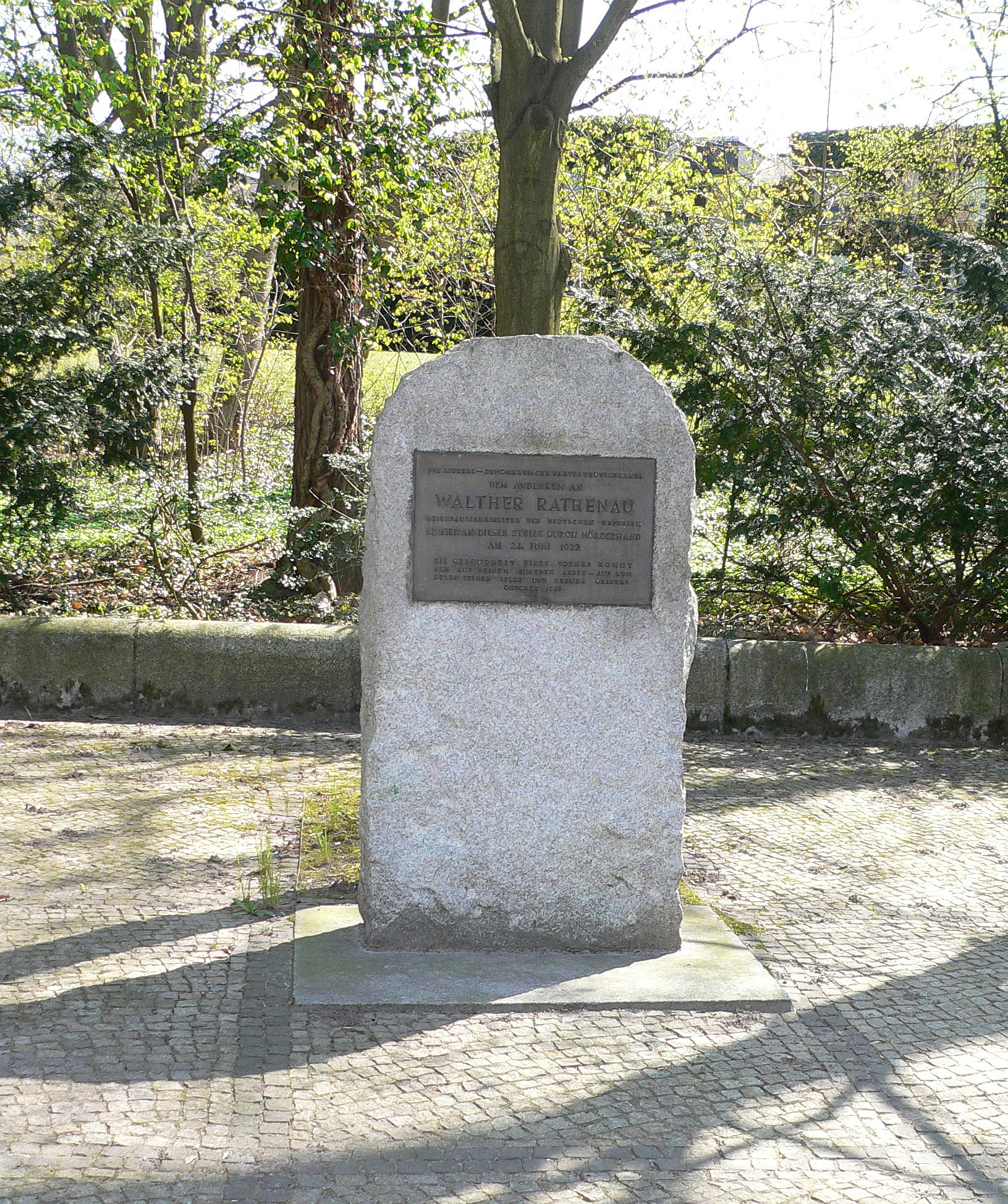
Minnessten i Grunewald.

Det tidiga 1920-talet var i den tyska Weimarrepubliken en politiskt mycket orolig tid. I slutet av juni 1922 förövade två högerradikala sjöofficerare, Erwin Kern (1898–1922) och Hermann Fischer (1896–1922), ett attentat mot Rathenau, som precis lämnat sitt hem i Grunewald, och sköt ihjäl honom medan han färdades i en bil. Attentatsmännen tillhörde den ultranationalistiska Organisation Consul. Förövarna omringades av polis och Kern sköts till döds av polisen. Fischer begick självmord. En student, Ernst Werner Techow (1901–1945), dömdes för medhjälp till mord till 15 års fängelse, och frigavs efter sju år. Några andra inblandade fick kortare fängelsestraff. En fabrikör som lånat ut en bil till förövarna frikändes helt.

## Eftermäle
Direkt efter sin död räknades Rathenau som en av de idérikaste politikerna under Weimarrepubliken, och det bidrog till hans anseende att han även var verksam som skribent inom politik, ekonomi och populärfilosofi. Under de omfattande bokbålen runtom i Nazityskland 1933 brände nationalsocialister dock demonstrativt Rathenaus statsvetenskapliga arbete Der neue Staat och ytterligare en bok kallad Zur Kritik der Zeit, i vilken han ställt sig kritisk till den moderna mekaniseringen av världen.
Walther Rathenau är begravd i familjen Rathenaus familjegrav på Waldfriedhof Oberschöneweide i östra Berlin. På mordplatsen i korsningen mellan Koenigsallee och Erdener Strasse (52°29′26.23″N 13°16′34.8″Ö / 52.4906194°N 13.276333°Ö) i Grunewald i Berlin finns sedan 1946 en sten rest av partiet LDP till hans minne.

## Verk
- Impressionen (1902)
- Reflexionen (1908)
- Zur Kritik der Zeit (1912) Fulltext
- Zur Mechanik des Geistes (1913)
  - Själens krafter : bidrag till nutidens psykologi (översättning Algot Ruhe, 1918)
- Vom Aktienwesen: eine geschäftliche Betrachtung (1917)
- Von kommenden Dingen (1917)
  - Kommande tider - kommande ting (översättning Algot Ruhe, Geber, 1917)
- An Deutschlands Jugend (1918)
  - Till Tysklands ungdom: tankar om den tyska folkkaraktären (översättning Algot Ruhe, Geber, 1918)
- Die neue Wirtschaft (1918)
  - Framtidens näringsliv (översättning Algot Ruhe, Geber, 1918)
- Gesammelte Schriften (fem band, 1918) Med länkar till fulltext
- Die neue Gesellschaft (1919)
- Der neue Staat (1919)
- Der Kaiser (1919)
  - Kejsaren och andra studier (översättning Algot Ruhe, Geber, 1919) [Översättning av Der Kaiser, samt "Sozialisierung und kein Ende", and "Staat und Vaterland"]
- Kritik der dreifachen Revolution (1919)
- Was wird werden? (1920) Fulltext
- Gesammelte Reden (1924) Fulltext
- Briefe (två band, 1926)
- Neue Briefe (1927)
- Briefe an eine Liebende (1931)
- Politische Briefe (1929) Fulltext

- [Okänd originaltitel]
  - Nutidens väsen (översättning Algot Ruhe, 1918)